# تاماس سيبوس
تاماس سيبوس (بالمجرية: Sipos Tamás)‏ هو لاعب كرة قدم مجري في مركز الدفاع، ولد في 6 مارس 1988 في نيرغهازا في المجر. شارك مع منتخب المجر تحت 17 سنة لكرة القدم ومنتخب المجر تحت 19 سنة لكرة القدم ومنتخب المجر تحت 21 سنة لكرة القدم. أما مع النوادي، فقد لعب مع Nyíregyháza Spartacus FC ‏.